# Grallistrix
Grallistrix ist eine ausgestorbene Gattung der Eigentlichen Eulen (Strigidae), die in prähistorischer Zeit auf Hawaii beheimatet war. Sie wurde anhand subfossiler Skelettfunde beschrieben und zeigt am ehesten Ähnlichkeit zur Gattung Strix. Die Angehörigen von Grallistrix hatten jedoch deutlich längere Beine, kürzere Flügel und einen schlankeren Körperbau. Von ihrer Erscheinung leiten sich auch ihr wissenschaftlicher und englischer Gattungsname („Stilt Owls“) her, die beide Stelzeneulen bedeuten.
Die Gattung war auf den hawaiischen Inseln endemisch und ernährte sich in Ermangelung von Landsäugern von Waldvögeln. Sie starb vermutlich nach dem Eintreffen der Polynesier und der von ihnen eingeschleppten Pazifischen Ratte (Rattus exulans) aus. Der Gattung werden heute vier Arten zugerechnet, die jeweils auf Kauai, Oʻahu, Molokai und Maui endemisch waren. Die Typusart, nach der die Gattung beschrieben wurde, ist die Molokai-Langbeineule (Grallistrix geleches).

## Merkmale
Die Eulen der Gattung Grallistrix entsprachen in der Körpergröße in etwa dem Waldkauz (Strix aluco). Die Flügelknochen waren verhältnismäßig klein, die Beine waren jedoch sehr lang und muskulös, selbst verglichen mit großen Eulen wie dem Bartkauz (Strix nebulosa). Der Schädel war für Eulen sehr schmal, ebenso der Unterkiefer.

## Lebensweise

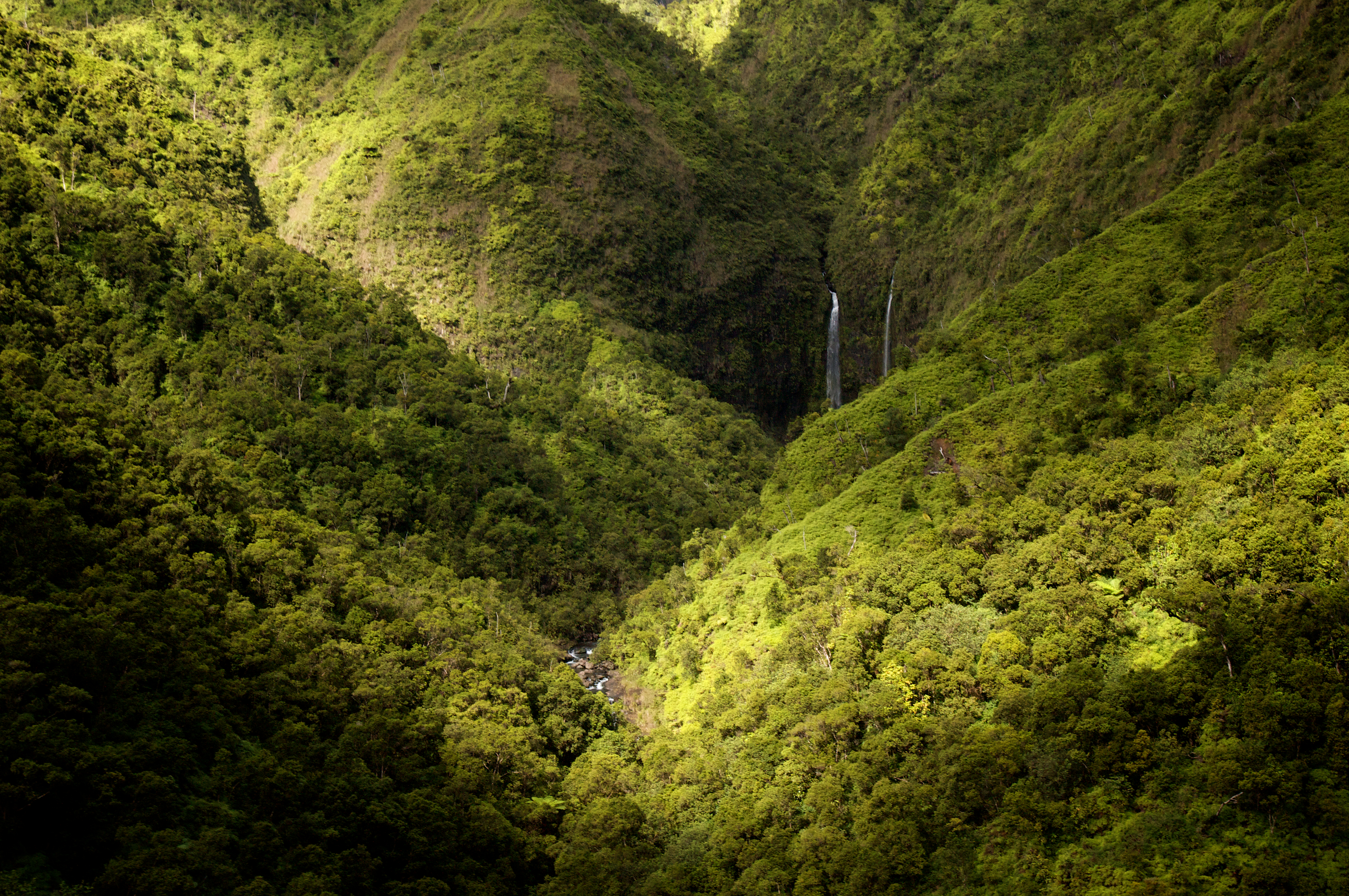
Dichte Wälder, wie hier auf Kauaʻi, dienten Grallistrix wahrscheinlich als Lebensraum

Der Lebensraum der Grallistrix-Arten waren vermutlich dichte Wälder, was ihren Körperbau erklärt. Wegen des Fehlens von Kleinsäugern waren sie auf kleine, tagaktive, agile Singvögel als Nahrung angewiesen. Möglicherweise stellten ihre morphologischen Besonderheiten – lange Beine und kurze, gerundete Flügel – eine Anpassung an die Jagd auf Singvögel dar. Eine konvergente Entwicklung zeigen auch die einst ebenfalls auf Inseln endemischen Eulen der Gattung Mascarenotus und die Waldweihe (Circus dossenus). Grallistrix-Arten waren wahrscheinlich Bodenbrüter, was sie bei der Besiedlung Hawaiis durch die Pazifische Ratte (Rattus exulans) besonders verwundbar machte.

## Systematik
Aller Wahrscheinlichkeit nach entwickelte sich Grallistrix aus der Gattung Strix, die die stärksten morphologischen Ähnlichkeiten aufweist. Dabei entstammen alle Spezies einer einzelnen Kolonisation.
Für Gallistrix wurden bisher vier Arten beschrieben:
- Kauai-Langbeineule (G. auceps), Kauaʻi
- Langbeineule (G. erdmani), Maui
- Molokai-Langbeineule (G. geleches), Moloka’i
- Oahu-Langbeineule (G. orion), Oʻahu

Die Molokai-Langbeineule war dabei die größte Art, gefolgt von der Kauai-Langbeineule; die kleinste Art war die Langbeineule von Maui, die jedoch nur wenig kleiner als ihre Verwandte von Oʻahu war. Bemerkenswert ist die Existenz von gleich vier Arten auf so kleinem Raum, zumal vier der hawaiischen Inseln während des Pleistozäns als Maui Nui verbunden waren. Möglicherweise kamen die Arten auch sympatrisch vor, jedoch fehlen dafür bisher Belege.

## Verweise